# Adorable Mónica
Adorable Mónica es una telenovela venezolana realizada por Venevisión en el año 1990. Original de Irene Calcaño y Milagros del Valle y  producida por Raúl Fleites y Valentina Párraga, fue protagonizada por Emma Rabbe y Guillermo Dávila con la actuación antagónica de Mirla Castellanos, la Primerísima, Gonzalo Velutini y Marita Capote. Fue distribuida internacionalmente por Venevisión Internacional.

## Trama
Esta es la historia es una chica pobre y humilde de provincias, forzada llevar una difícil vida en la capital. Las más puras y terribles pasiones se presentan en el mundo al que debe hacer frente Mónica Suárez. Un padre accidental… una tía engañosa… un amigo fiel… la pugna por una herencia… un abogado joven y obsesivo… son todas las historias que se entrelazan en este espectacular drama. Luis Alfredo, un abogado, y su hermano gemelo que es músico, son parte del suspenso y la intriga de la telenovela. Un hombre que lleva una doble vida de pasión y rencor es el factor clave que mantendrá al televidente a la expectativa de cada uno de los episodios. Un matrimonio fracasado, una mujer que trae odios e intrigas de su pasado, una maternidad en peligro, los peligros de un crimen, y la increíble transformación de la vida de Mónica dan a la historia la fórmula del éxito.

## Elenco
- Emma Rabbe ... Mónica Suárez
- Guillermo Dávila ... Luis Alfredo
- Belén Marrero ... Pierina
- Mirla Castellanos ... Consuelo
- Olga Castillo  ... Abuela
- Lolita Alvarez
- Marita Capote ... Manuela
- Sandra Bruzon ... Quince
- Rolando Barral  ... Joaquín
- Julio Capote ... Mario
- Alba Vallve ... Ibiza
- Adela Romero ... Rosario
- María de Lourdes Devonish
- Jimmy Verdún
- Ángela Fuste ... Margarita
- Antonietta ... Carolina
- Gonzalo Velutini ... Karl von Krup
- José Vieira ...
- Carlos Carrero ... Bernardo
- Andrés Izaguirre ... Juan Carlos
- Azabache ... Perla Negra
- Ana Massimo
- Eva Villasmil
- Dalia Marino
- Gerónimo Gómez
- Gerardo Marrero
- Nelson Zuleta
- Mario Llovera
- Eglée Martínez
- Tania Martínez
- Coromoto Roche
- Deyanira Hernández
- Yolanda José Martínez
- Katherine Sperka
- Wilmer Ramírez  ... Salvador
- Israel Maranatha
- Ricardo Meza
- Miguel Ángel Dávila
- Giovanny Durán
- Juan Carlos Vivas
- José Guerrero
- José Salazar
- Jorge Rivas  ( Detective )
- Alberto Escalante
- Nino Salazar
- Enrique Zamora
- Jonathan Zamora
- Leopoldo Felice
- Gregory Cartier
- Iván Tamayo
- Isabel Herrera
- Zoe Bolívar
- Harry Sánchez
- Lisbeth Manrique
- Alicia Rodríguez
- Morela Reyes
- Félix Perdomo
- Fabián Rodríguez
- Sol Yamilet Oviedo
- Jairo Zuleta
- Fernando Alarcón
- Carolina Pérez
- Alicia Hernández
- Marisela González
- Gil Garrido
- Antony Henríquez
- Héctor Maniro
- Francisco Ortíz
- Many Madera
- Felipe Mundarain
- Vanessa González
- Richard Bazán
- Gabriela Spanic

## Adaptaciones
- Adorable Mónica es una readaptacion de la telenovela "La heredera" producida por Venevisión en 1982, original de Delia Fiallo fue protagonizada por Hilda Carrero y Eduardo Serrano.

- La telenovela estadounidense Guadalupe, producida en 1993 por Capitalvision International Corporation  para Telemundo con Adela Noriega y Eduardo Yáñez.

- La telenovela peruana Milagros, producida por América Producciones en el 2000 para América Televisión con Sonya Smith y Roberto Mateos.